# Giuseppe Manacchini
Giuseppe Manacchini (Crevalcore, 11 settembre 1902 – Milano, 10 novembre 1990) è stato un baritono italiano.

## Biografia

### Gli inizi
Nasce da Lucia Manacchini. A soli cinque mesi resta orfano e, assieme alla sorella Dinora di quattro anni, viene accolto dalla famiglia della zia Zaira Manacchini Mattioli. La famiglia è numerosa, le condizioni economiche modeste: i due fratelli cominciano a lavorare presto. Dinora a 13 anni si sposta nel vicino paese di San Felice sul Panaro per andare a servizio presso una famiglia, Giuseppe dopo le elementari trova lavoro come manovale muratore.
A 13 anni entra a far parte della banda musicale del paese. Si aggrega alla compagnia di attori dilettanti, si fa apprezzare come cantante. Giulia Magnani Traldi, della ricca borghesia crevalcorese, che da poco ha perduto sul Carso il figlio Giovanni, si offre di finanziargli gli studi. Grazie a questo sostegno si iscrive al Liceo Musicale Giovanni Battista Martini di Bologna e frequenta la sezione canto del maestro Alessandro Vezzani, già insegnante tra gli altri di Maria Pia Pagliarini, Mafalda Favero, Pia Tassinari. Si diploma nel 1928.
La prima prova pubblica da baritono diplomato è in un concerto vocale dell’Università Popolare di Monza nel marzo 1929. Il 10 aprile debutta nell'opera lirica al teatro Ristori di Cividale del Friuli nel ruolo di Valentino nel Faust e di Silvio nel duetto dei Pagliacci. In estate è al teatro Trianon di Montecatini Terme, fra gli interpreti di una Lucia di Lammermoor che sarà il suo primo importante successo a fianco del soprano Lina Pagliughi.

### La carriera
Gli esordi preludono a un’intensa carriera di trent'anni che lo porterà a frequentare i principali teatri storici italiani e a intraprendere tournée internazionali.
Nel 1930 interpreta Madame Butterfly, Il Trovatore, Andrea Chenier, La forza del destino, Lucia di Lammermoor. Nel 1931 porta in scena Rigoletto a Pavia, al Duse di Bologna, a Novara, a Cento (con il soprano Lola Pedretti, pure originaria di Crevalcore) e in altri teatri. È scritturato per nuove opere: Loreley di Alfredo Catalani, La traviata, Aida.
Nel 1932 compie la prima trasferta internazionale al teatro Reale de Il Cairo (La Gioconda, Rigoletto, La forza del destino). A Torino canta con il soprano Della Benni, nome italianizzato dell'americana Della Benning, che nel 1937 diventerà sua moglie. Porta in scena opere verdiane in diverse città. A Parma canta con Beniamino Gigli.

Nel 1933 partecipa a due prime assolute: La Bardana del musicista Cirillo Casiraghi a Monza; Corsaresca di Pasquale La Rotella al teatro della Triennale di Milano. Canta ne La Gioconda al Littoriale di Noto davanti a un pubblico di oltre seimila persone. Nell'autunno come baritono solista è in tournée nei Paesi Bassi con il coro del teatro alla Scala di Milano. È fra gli interpreti di Donna Lombarda, opera del maestro Alessandro Cicognini, alla Triennale di Milano, con repliche a Roma e a Torino.

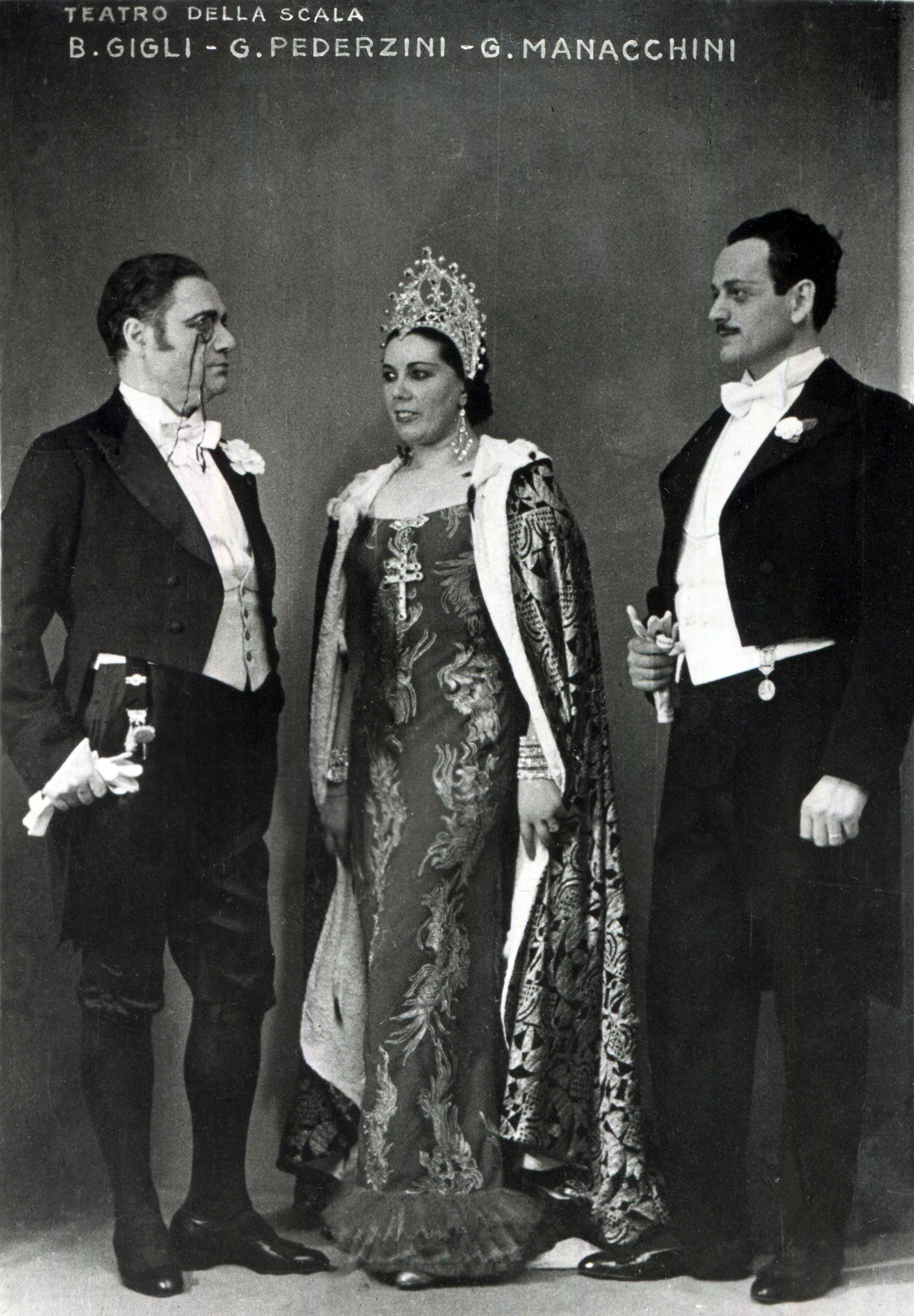
Manacchini con Beniamino Gigli e Gianna Pederzini, Teatro alla Scala, 1939

Nel 1934 al teatro Bellini di Catania esordisce con Carmen di Bizet, interpretando il ruolo di Escamillo accanto al mezzosoprano Gianna Pederzini. Al Festival di Salisburgo è impegnato con il soprano Stella Roman nella Cantata biblica del maestro Vittorio Gnecchi (direttore Joseph Messner). Nella cornice del Canal Grande di Venezia partecipa al concerto per il primo centenario della nascita di Amilcare Ponchielli, ed è tra gli artisti del concerto commemorativo di Paderno Cremonese, paese di nascita del compositore. A Milano partecipa ai concerti organizzati al Palazzo dell’Arte per la Mostra Azzurra sull'aeronautica italiana.
Nel 1935 interpreta Lohengrin, Faust, Le Maschere. Nell'ambito della Stagione Lirica dell’EIAR canta in diretta nella commedia I dispetti amorosi e nelle opere Medusa, Andrea del Sarto e La Bohème. Le trasmissioni EIAR proseguiranno negli anni seguenti con il melodramma Linda di Chamounix di Donizetti, le opere Fedora, Un ballo in maschera e Zingari, il Requiem tedesco di Brahms, Lucia di Lammermoor, Le nozze di Haura.
Il percorso di carriera, ormai giunto a maturità, lo porta a cantare a fianco di artisti lirici di primo piano. Nel 1936 debutta al Teatro Reale dell’Opera di Roma con La forza del destino accanto a Beniamino Gigli. La collaborazione col teatro prosegue intensa in quello stesso anno con Un ballo in maschera, la prima del Cyrano di Bergerac, Werther (con Gianna Pederzini e Tito Schipa), la prima di Notturno Romantico, L’amore dei tre re (con il soprano Maria Caniglia, il basso Ezio Pinza, il tenore Aurelio Marcato); e negli anni a seguire con Re Lear, Il piccolo Marat, Caracciolo di Franco Vittadini, Luisa Miller (col tenore Giacomo Lauri Volpi e il basso Giacomo Vaghi). Sempre nel 1936 va in scena al teatro Liceu di Barcellona ne La Bohème (assieme a Lauri Volpi e al soprano Mercedes Capsir).
Nel 1937 la Lucia di Lammermoor che interpreta al Teatro dell’Opera di Roma ha nel cast anche Gigli, Dal Monte, Vaghi. Alla rappresentazione assistono il Re Vittorio Emanuele III e il capo del governo Mussolini.
Il 7 aprile 1938 arriva il debutto alla Scala di Milano con Silvano di Mascagni, a cui fa immediato seguito Marcella di Umberto Giordano (con Magda Olivero, Tito Schipa, il baritono Carlo Cavallini) e l’anno dopo Fedora (con Beniamino Gigli e Gianna Pederzini).
Fra il 1936 e il 1939 viene scritturato per una serie di rappresentazioni del Carro di Tespi Lirico, teatro itinerante organizzato a partire dal 1929 dall’Opera Nazionale del Dopolavoro per divulgare l’opera lirica nei centri minori. Si esibisce in diverse località ne La Gioconda, Aida, La Traviata. Negli stessi anni si esibisce in numerosi teatri italiani con le opere del repertorio consolidato. Canta inoltre nella nuova opera teatrale La Cattedrale del maestro Mario Mariotti al Donizetti di Bergamo (1937), porta Madama Butterfly a Belgrado (1938), nel centenario della prima opera di Giuseppe Verdi partecipa con Un ballo in maschera alla Stagione lirica all'aperto di Busseto (1939).

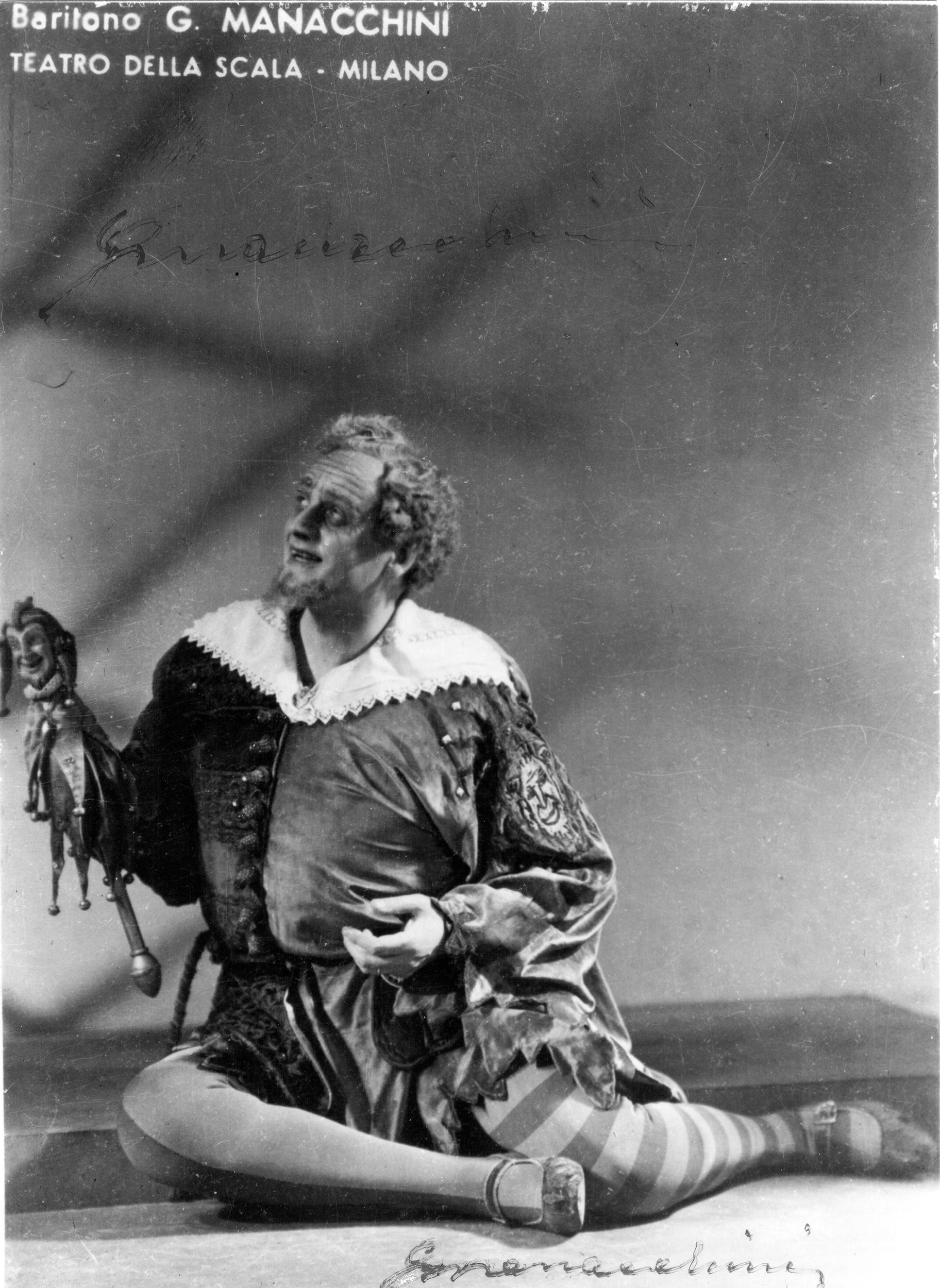
Rigoletto

Nel 1938-39 incide per grandi case discografiche: con Cetra registra Lucia di Lammermoor (con Lina Pagliughi e Giovanni Malipiero), brani tratti dai Puritani (col basso Luciano Neroni), Faust; con La Voce del Padrone registra Orfeo di Monteverdi con l’orchestra della Scala.
Negli anni della guerra, tra il 1940 e 1942, intraprende una lunga tournée oltreoceano in Venezuela e Brasile. A Rio de Janeiro è protagonista nella prima assoluta dell’opera brasiliana Malazarte di Lorenzo Fernandez (1941) e interpreta Maria Tudor (1942). Rientrato in patria, riprende la collaborazione col teatro dell’Opera di Roma, con la Scala (dove interpreta Le Villi, trasmessa in diretta radiofonica) ed altri teatri tra cui il Lirico di Milano, concentrando la propria attività in Lombardia e in Liguria.
Dal 1946 al 1948 svolge un’intensa attività artistica nelle principali città di Portogallo e Spagna, paese dove torna più volte alternando le tournée con gli impegni in patria. Aggiunge Tosca al suo repertorio. Nel 1953 è il primo baritono che canta alla televisione italiana: l’opera è il Barbiere di Siviglia, Manacchini interpreta Figaro accanto al soprano Lina Pagliughi, i tenori Tancredi Pasero e Luigi Pontiggia e il basso Melchiorre Luise, sotto la direzione del maestro Mario Braggio.
Nella seconda metà degli anni cinquanta è attivo nel Nord Italia, impegnato nell'interpretazione dei classici del suo repertorio. Chiude la carriera di cantante lirico il 27 giugno 1959 al Theatre Municipal di Metz, dove con altri artisti è protagonista del concerto Bel canto. Pages immortelles de Rossini, Verdi, Puccini.

### Gli ultimi anni
Cessata l'attività, vive a Milano e a Magenta. Nel 1967 si trasferisce con la moglie Della Benning alla Casa Verdi, casa di riposo per anziani musicisti e cantanti fondata da Giuseppe Verdi a Milano. Qui riceve le visite di ammiratori e appassionati d’opera, colleghi, personalità.
Nel 1984 è tra i protagonisti de il Bacio di Tosca, film documentario di Daniel Schmid ambientato nella Casa di riposo, nel quale gli anziani ospiti interpretano loro stessi.  Il circolo Amici della Lirica del paese natale, Crevalcore, organizza al Teatro Comunale una serata in suo onore con premiazione. Nel 1986 il circolo Amici della Musica di Ferrara, in una manifestazione alla Sala estense, gli conferisce il Premio Frescobaldi.
Si spegne alla Casa Verdi nel 1990. Riposa nella parte storica del cimitero di San Felice sul Panaro, non lontano dalla sorella Dinora.

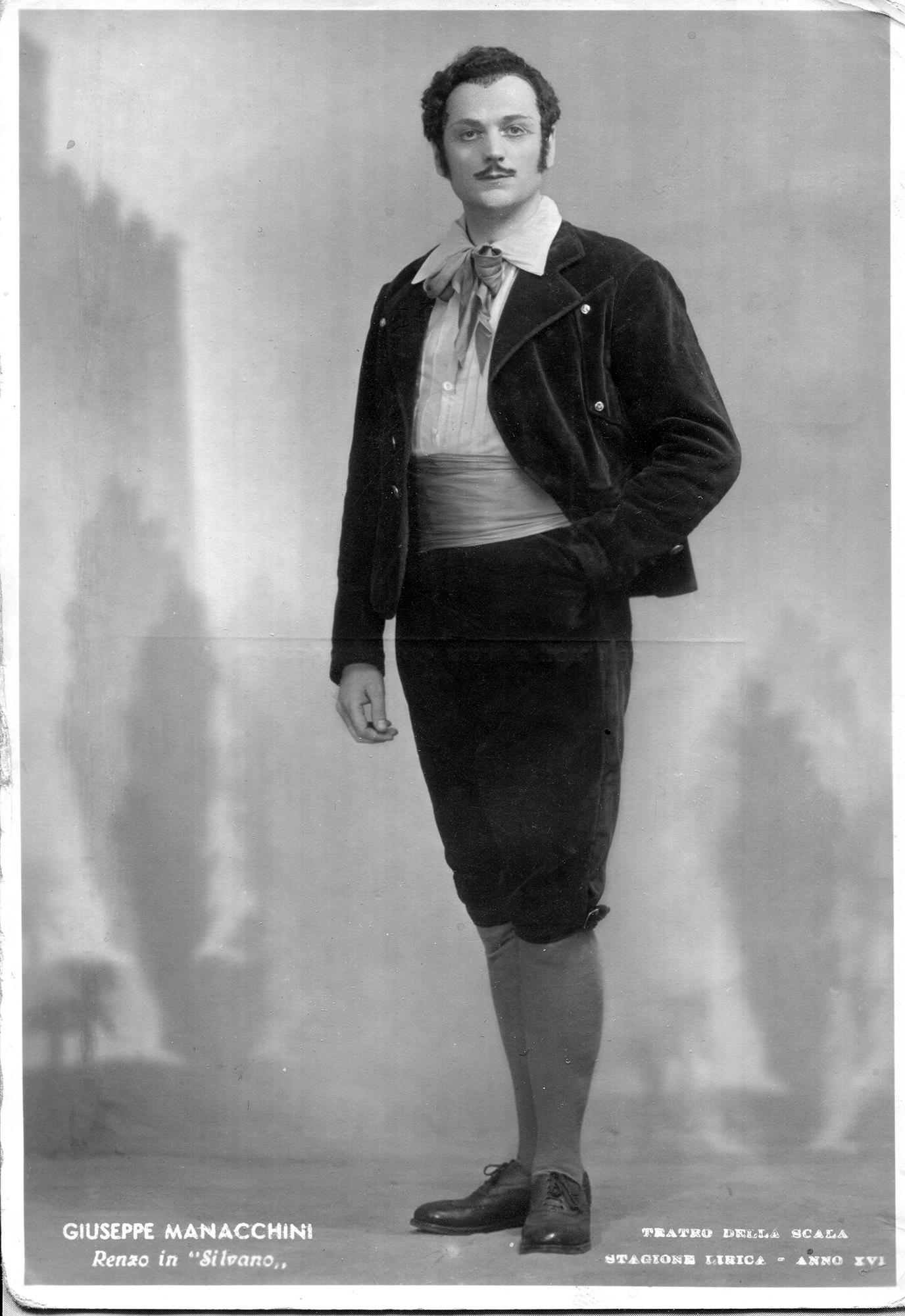
in "Silvano" (1938)
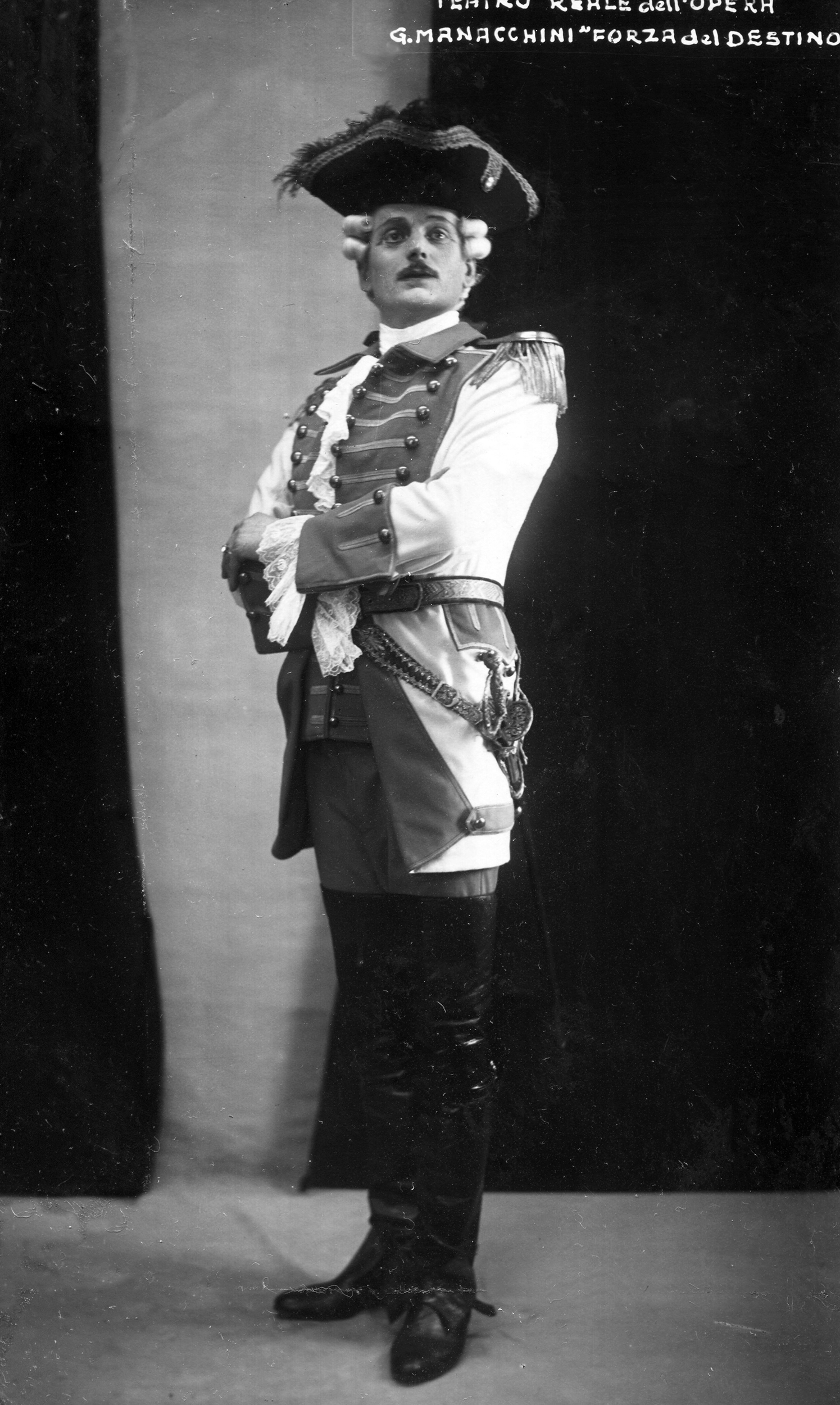
in "La forza del destino"
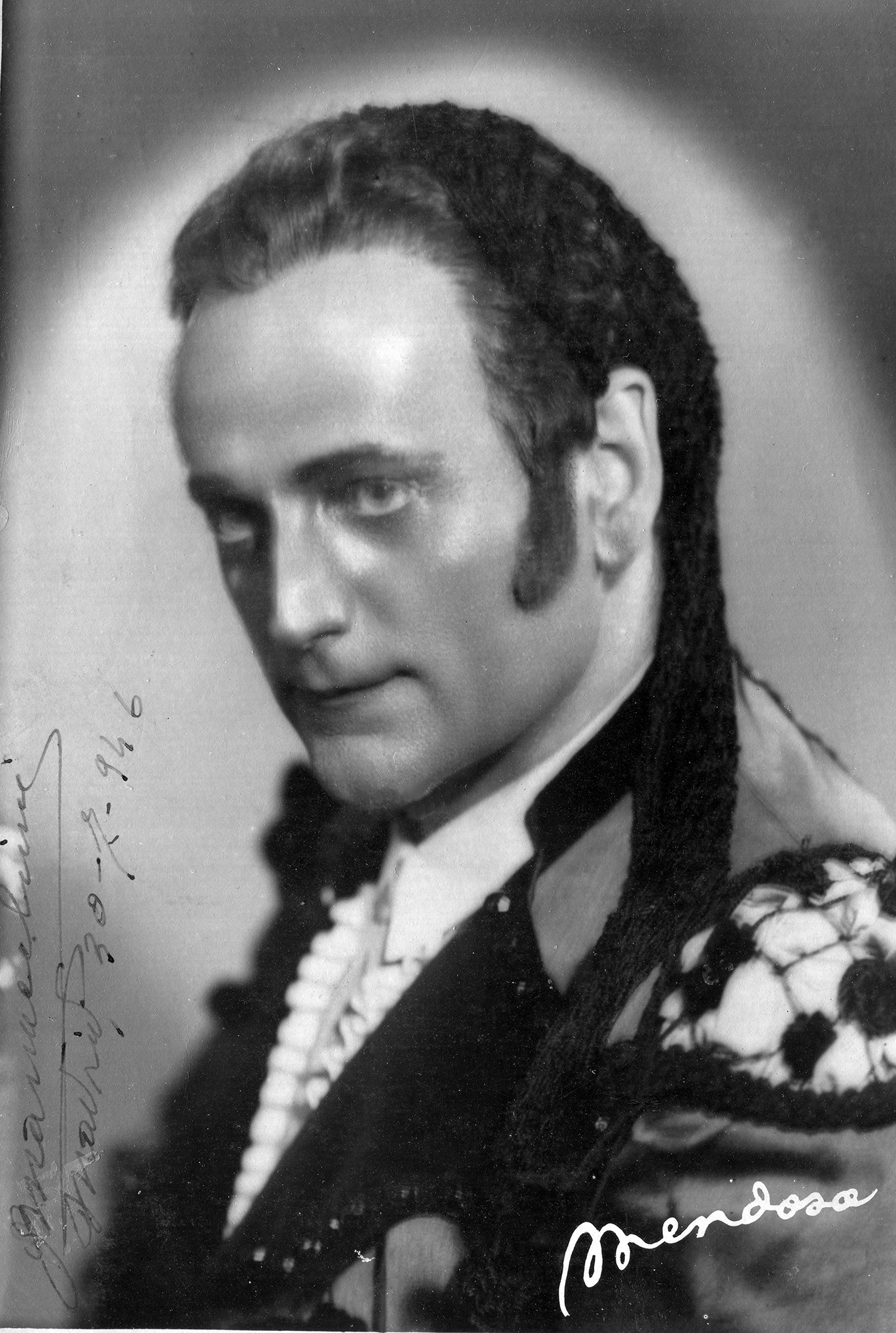
in "Barbiere di Siviglia" (1946)
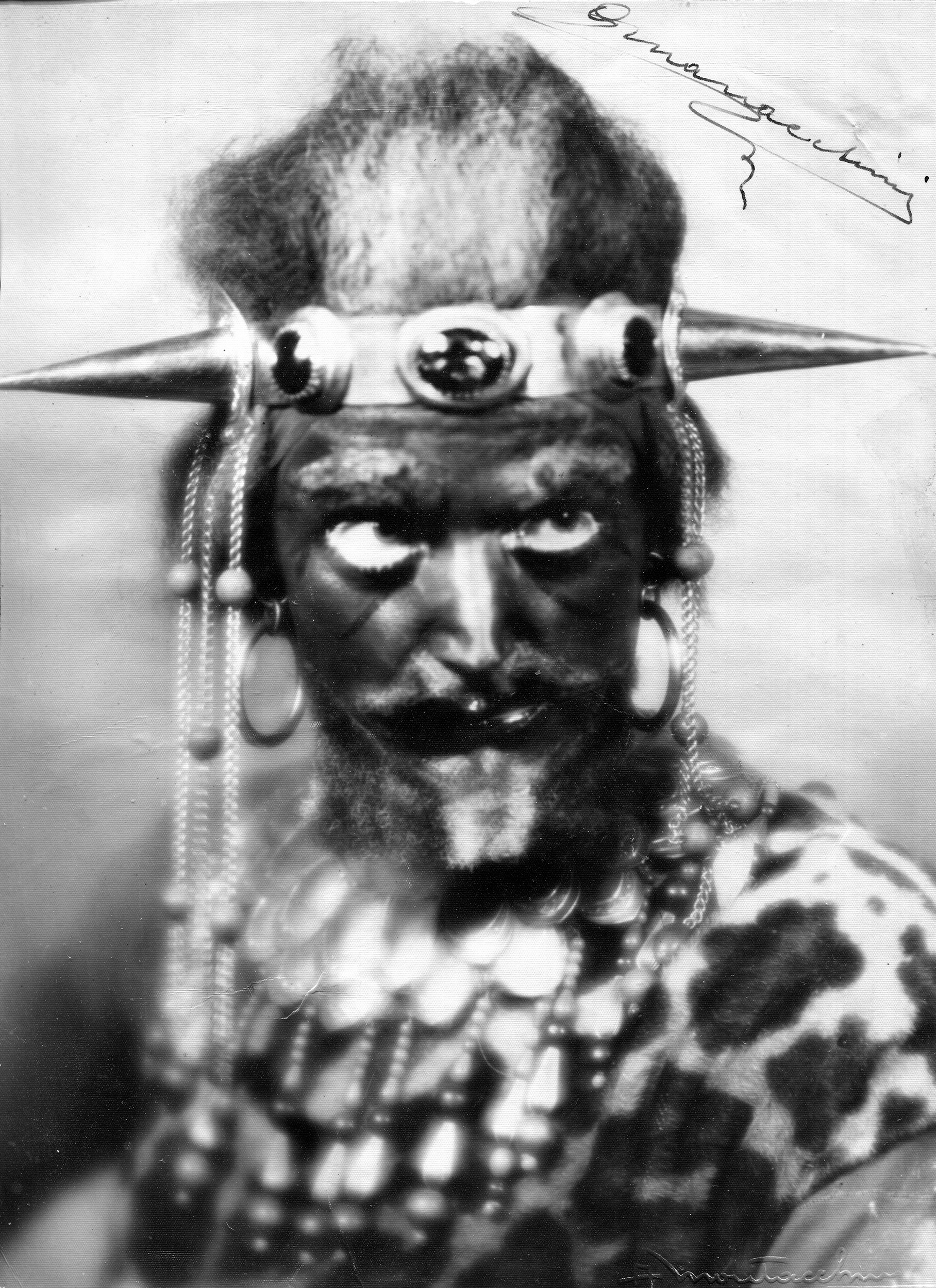
in "Aida"
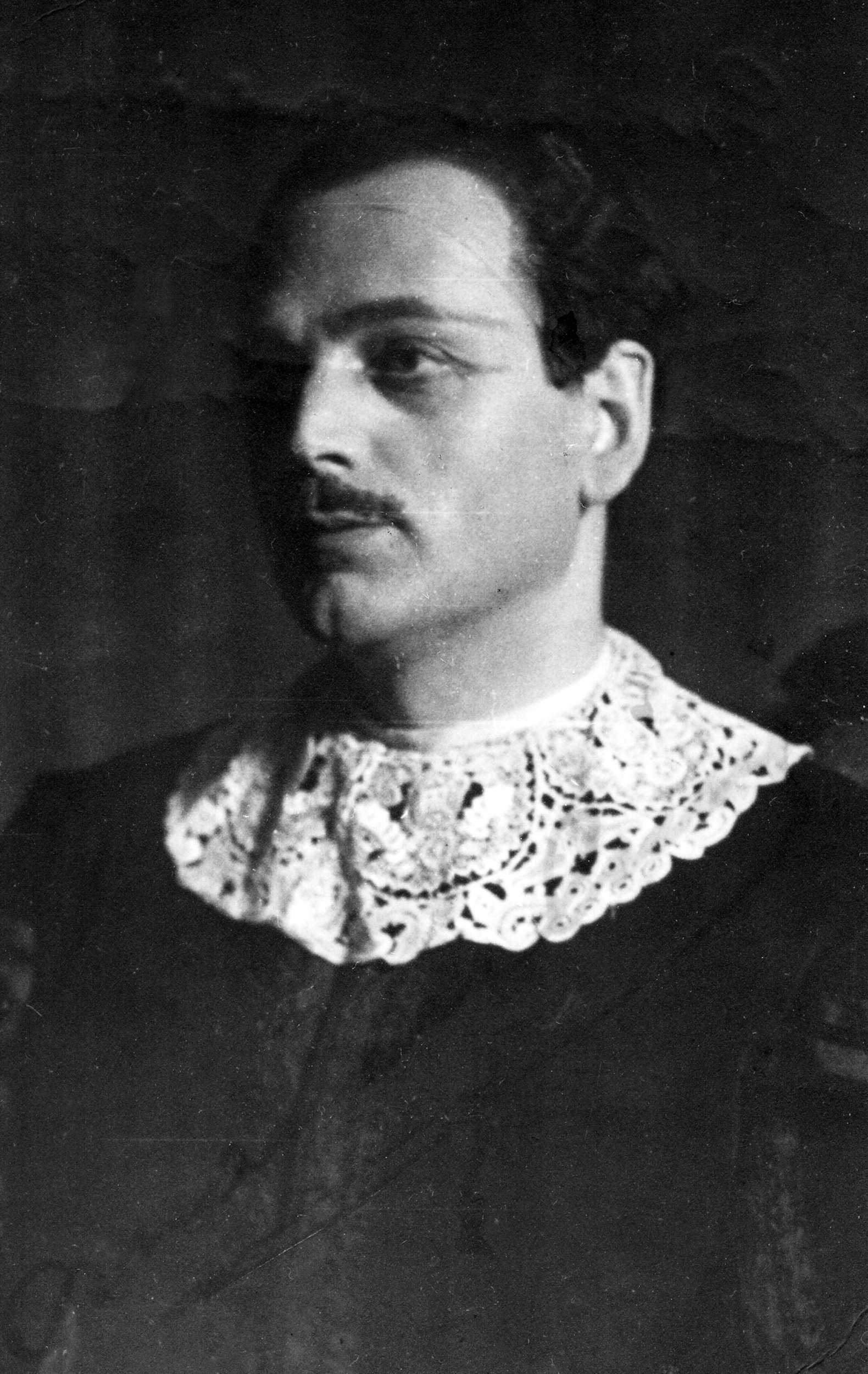
in "La forza del destino"
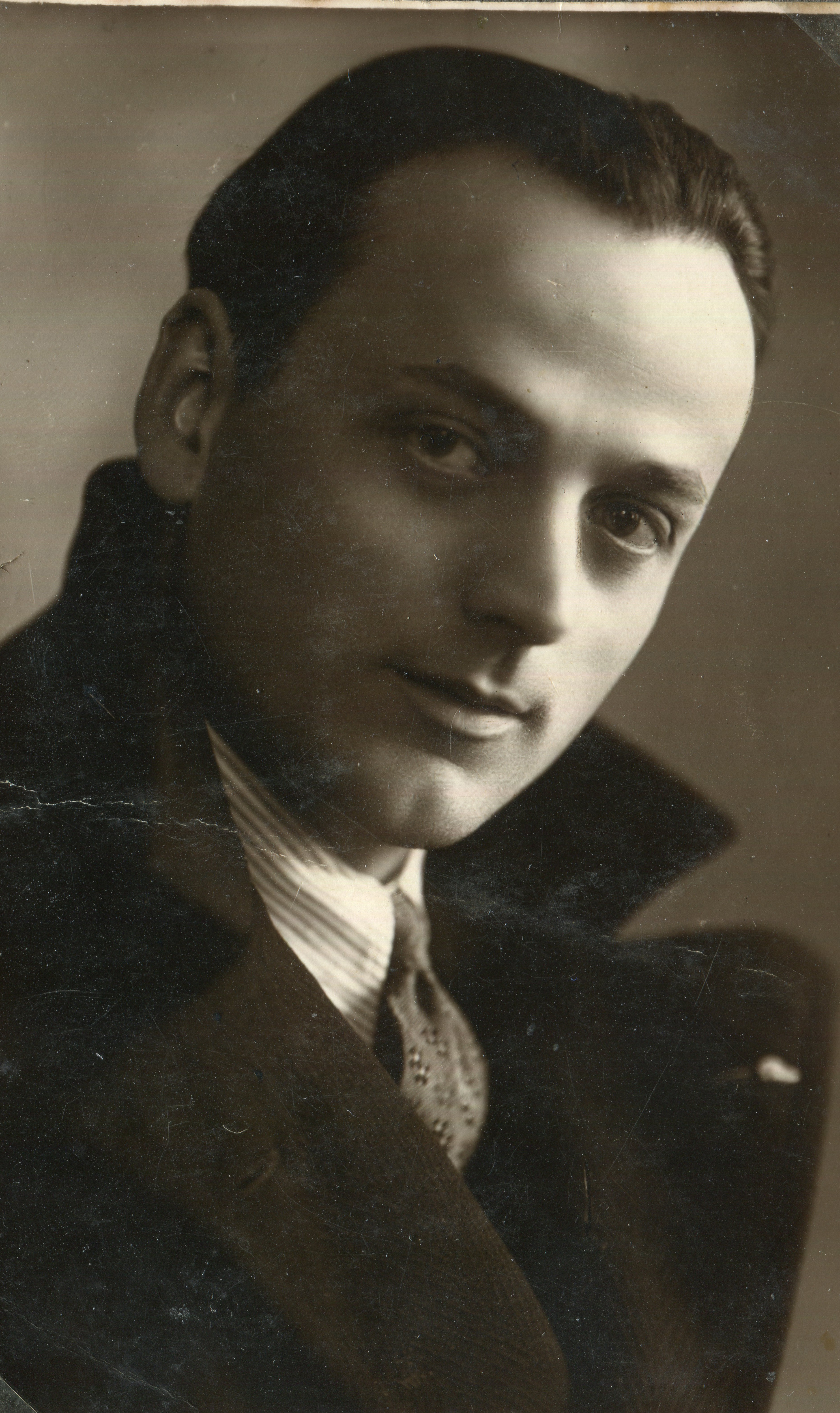
Milano (1929)
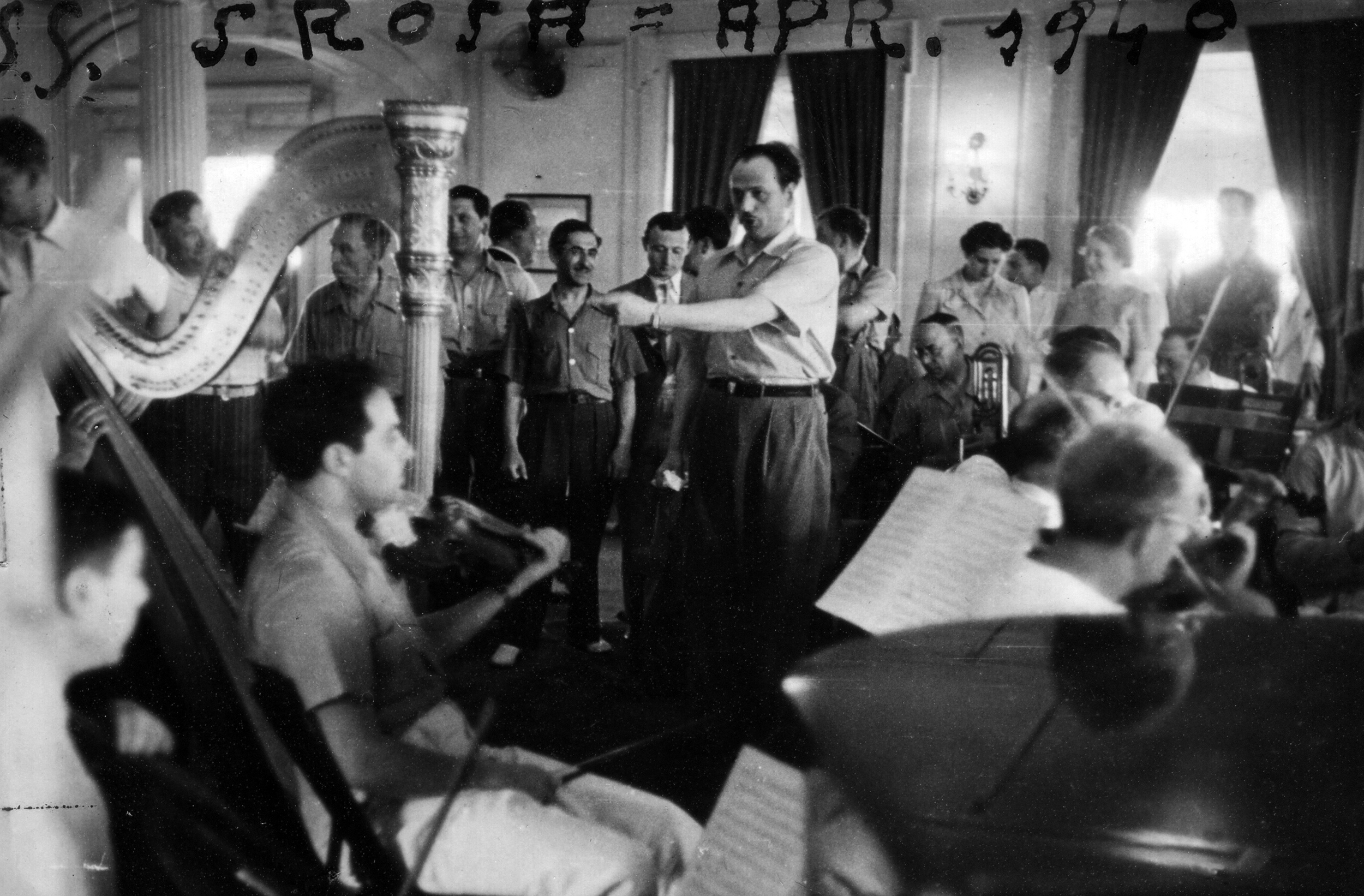
Prove di "Carmen" sulla nave per l'America (1940)
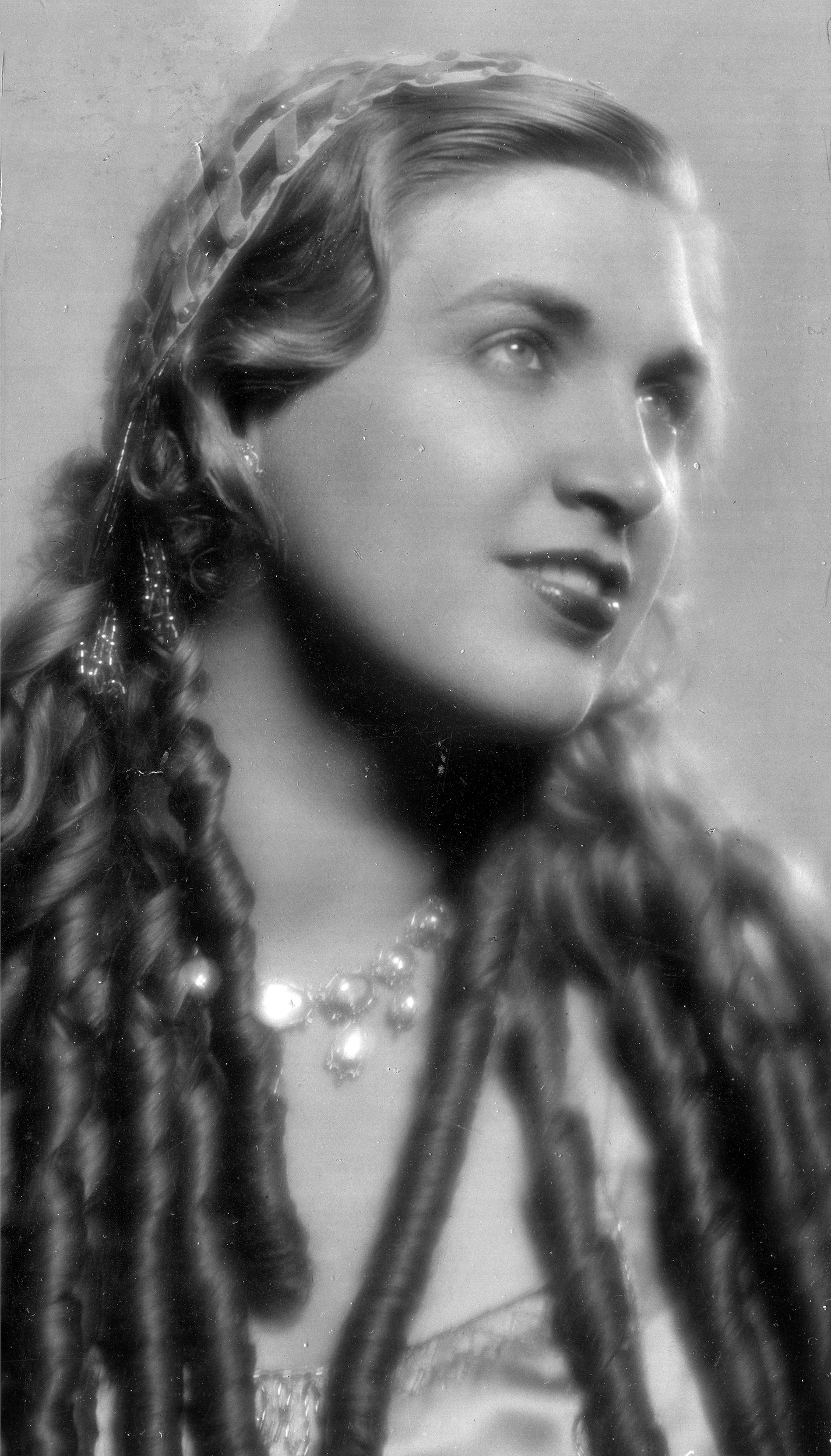
Della Benning (1932)
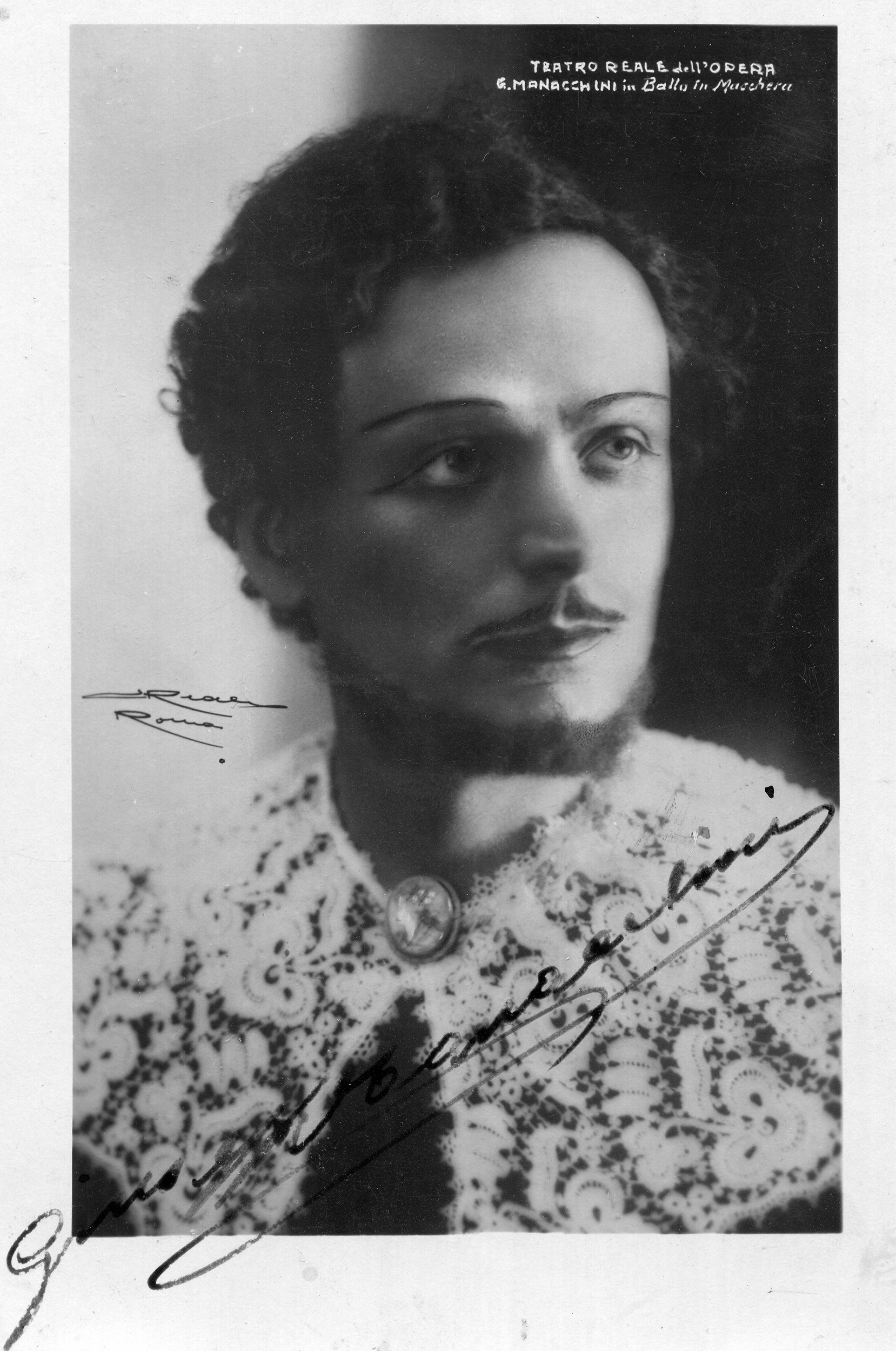
in "Ballo in maschera" (1936)
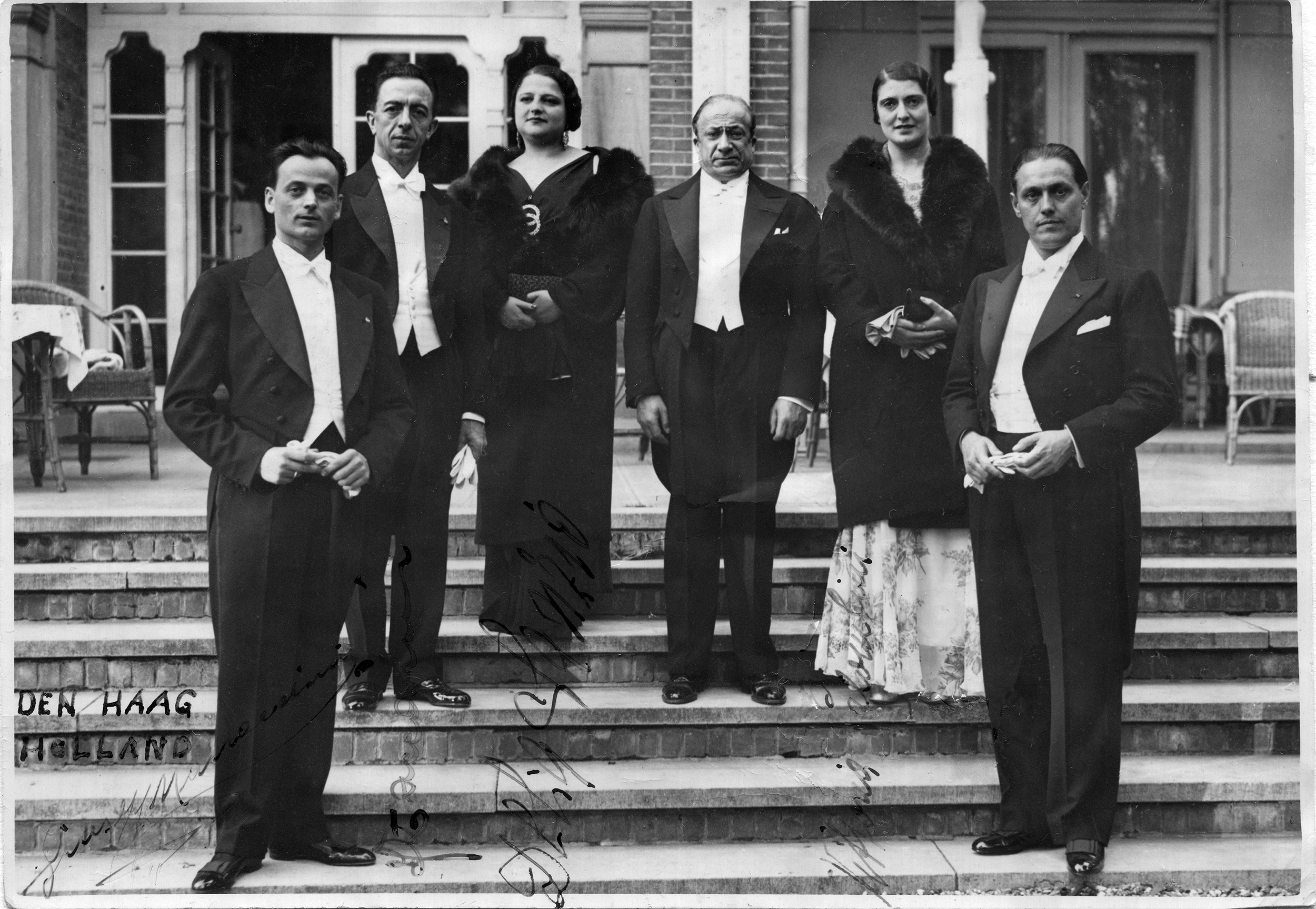
in tournée nei Paesi Bassi con il coro della Scala (1933)
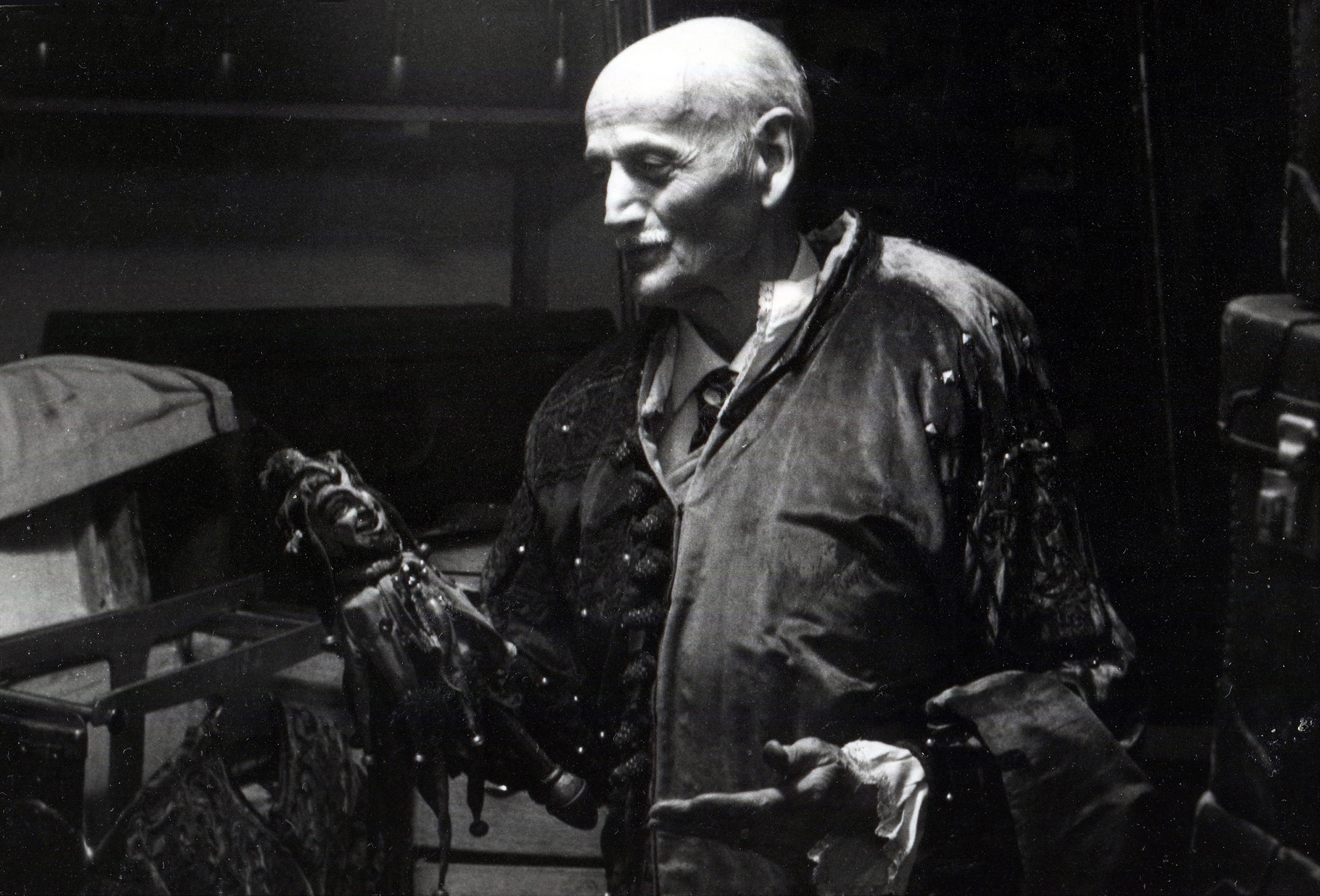
nel film "Il bacio di Tosca" (1984)
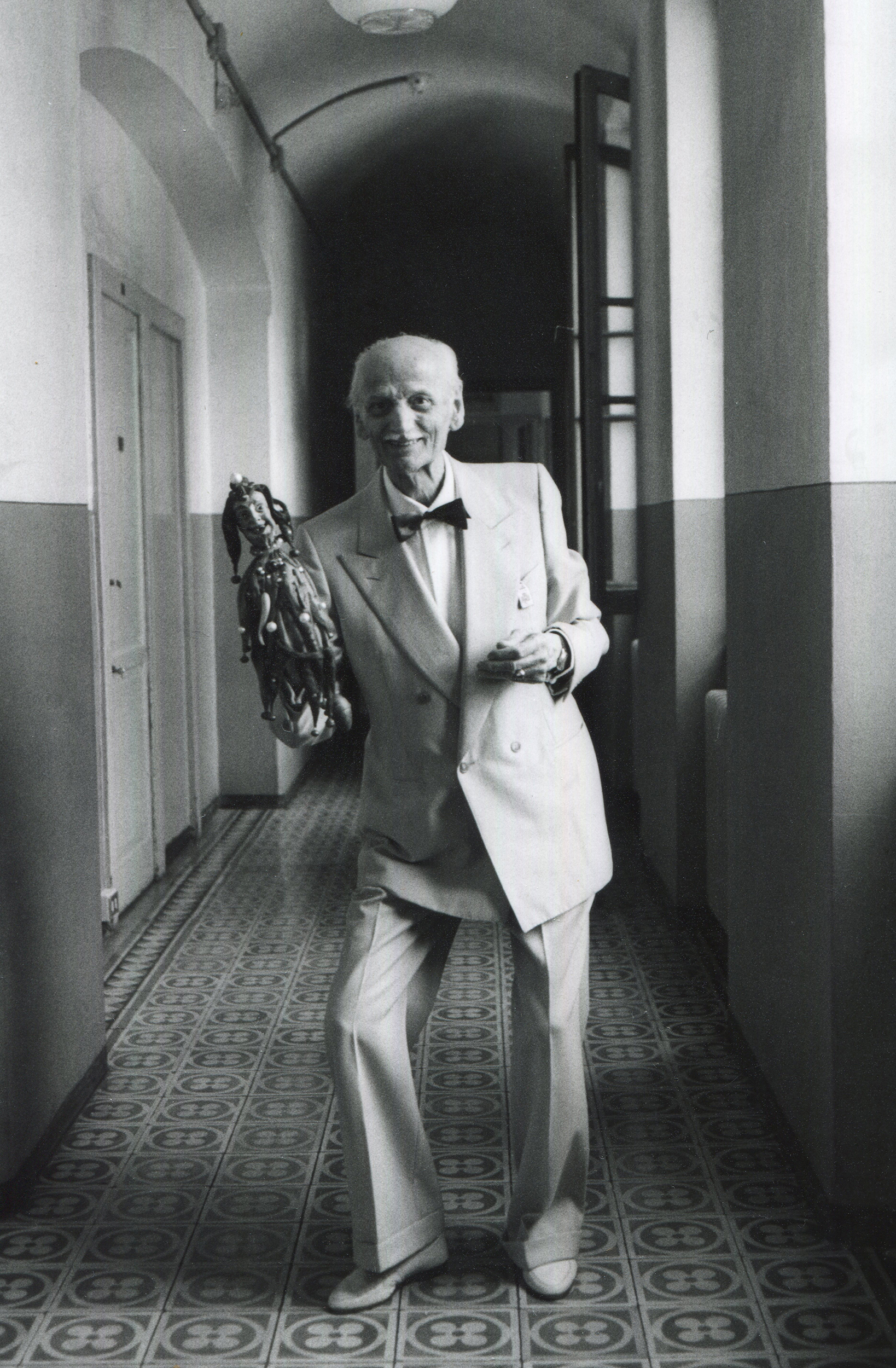
Casa Verdi (1988)
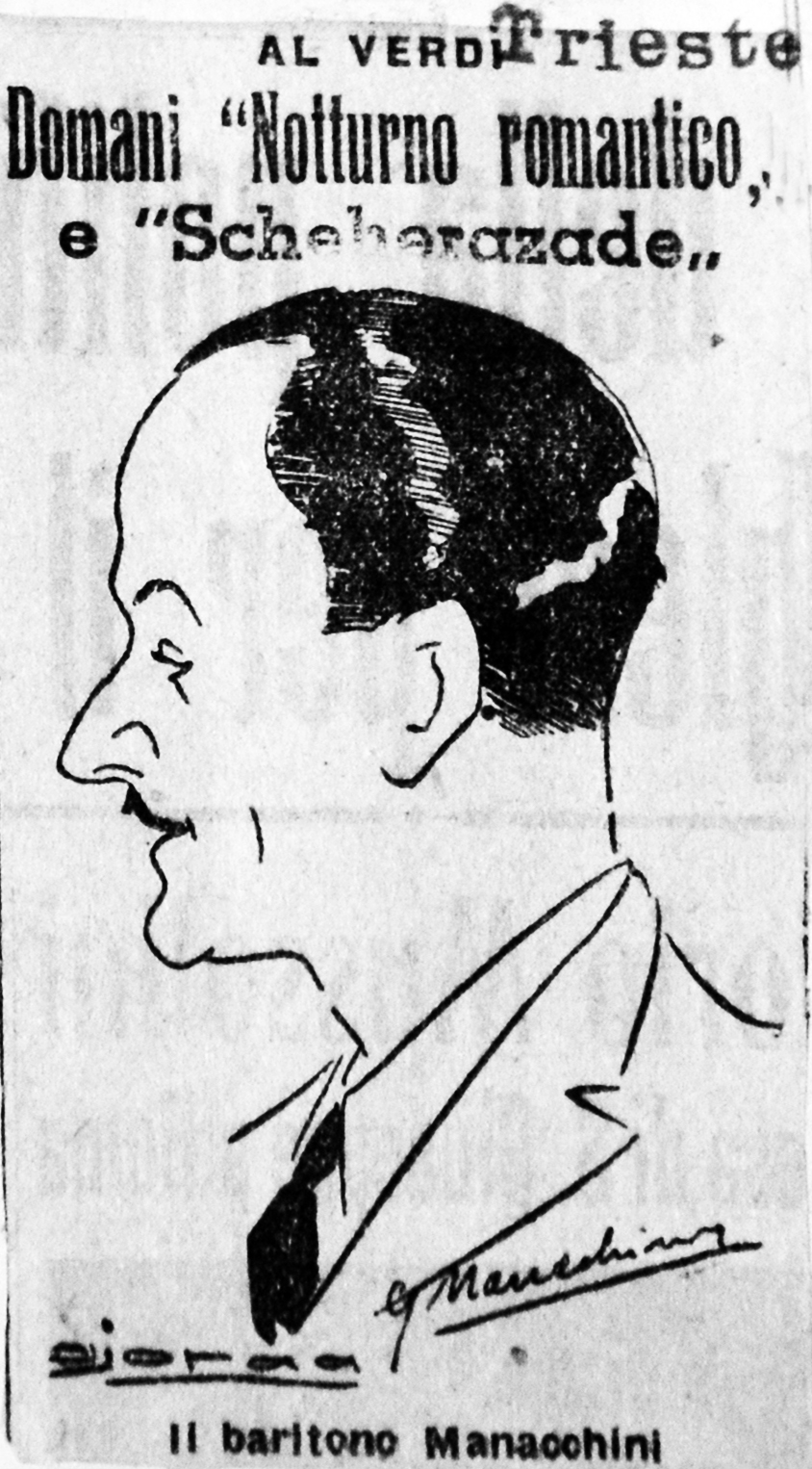
Caricatura
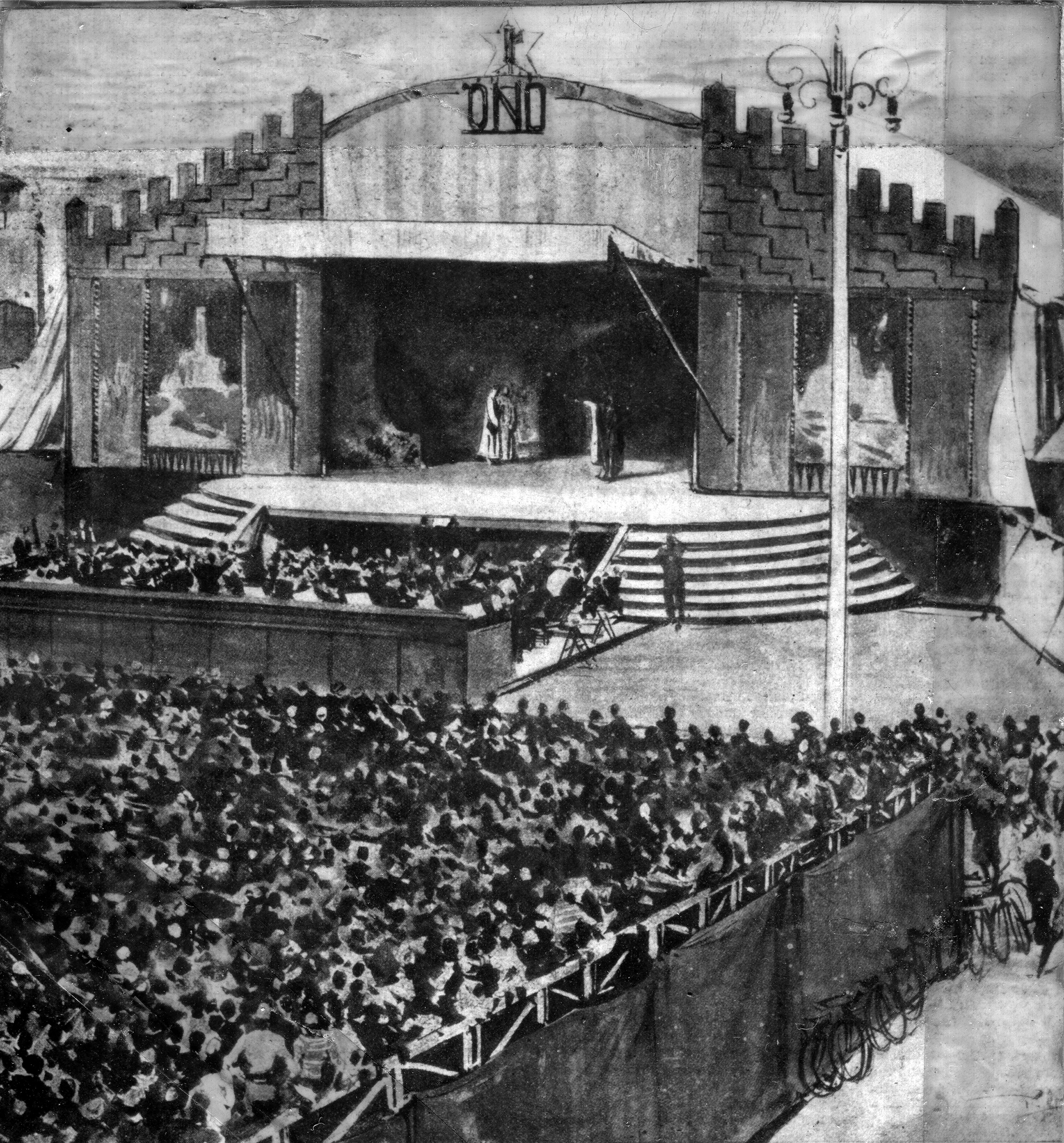
Teatro allestito per il Carro di Tespi lirico (anni 1930)
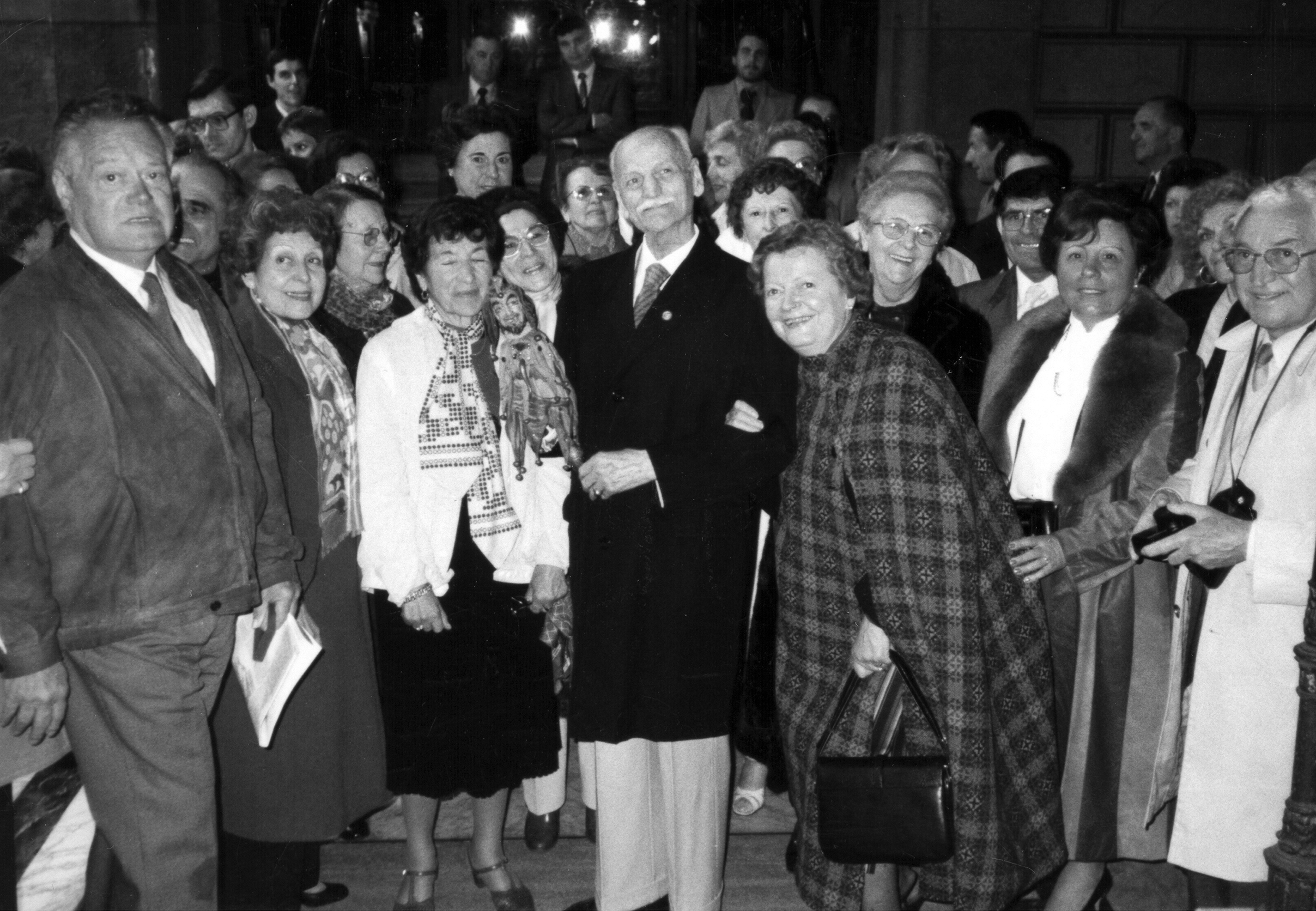
Con ammiratori di Avignone (1985)
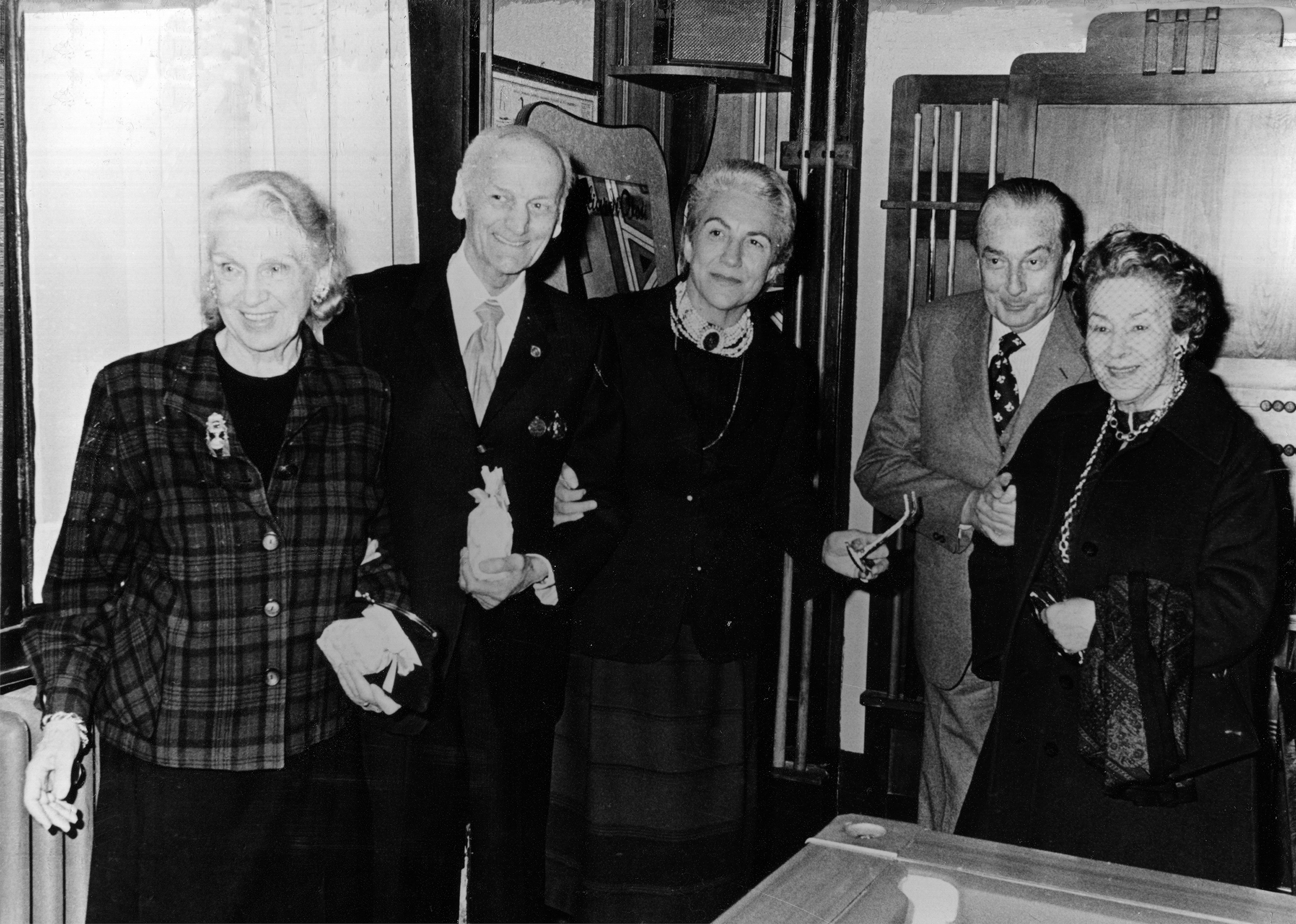
Visita di M.P.Fanfani e Wally Toscanini (1980)

## Repertorio
| Ruolo                  | Titolo                         | Autore           |
| De Guiche              | Cyrano de Bergerac             | Alfano           |
| Andrea del Sarto       | Andrea del Sarto               | Baravalle        |
| Stefan                 | Medusa                         | Barilli          |
| Lord Enrico Ashton     | Lucia di Lammermoor            | Donizetti        |
| Escamillo              | Carmen                         | Bizet            |
| Fanuel                 | Nerone                         | Boito            |
| Conte di Kent          | Re Lear                        | Cagnoni          |
| Herrmann               | Loreley                        | Catalani         |
| Vincenzo Gellner       | La Wally                       | Catalani         |
| Biddu                  | La Bardana                     | Casiraghi        |
| Re                     | Donna Lombarda                 | Cicognini        |
| Lord Enrico Ashton     | Lucia di Lammermoor            | Donizetti        |
| Antonio                | Linda di Chamounix             | Donizetti        |
| Alfonso di Castiglia   | La favorita                    | Donizetti        |
| Severo                 | Poliuto                        | Donizetti        |
| Malazarte              | Malazarte                      | Fernández        |
| Don Gil di Terragona   | Maria Tudor                    | Gomes            |
| Sima                   | Ero, lo sposo caduto dal cielo | Gotovac          |
| Valentino              | Faust                          | Gounod           |
| Carlo Gerard           | Andrea Chénier                 | Giordano         |
| De Siriex              | Fedora                         | Giordano         |
| Drasco                 | Marcella                       | Giordano         |
| Pietro                 | Hänsel e Gretel                | Humperdinck      |
| Zamor                  | Corsaresca                     | La Rotella       |
| Silvio, Tonio          | Pagliacci                      | Leoncavallo      |
| Cascart                | Zazà                           | Leoncavallo      |
| Tamar                  | Zingari                        | Leoncavallo      |
| Ahmed                  | Le nozze di Haura              | Lualdi           |
| Momi                   | I dispetti amorosi             | Luporini         |
| Alfio                  | Cavalleria rusticana           | Mascagni         |
| Capitan Spaventa       | Le maschere                    | Mascagni         |
| Renzo                  | Silvano                        | Mascagni         |
| Il soldato             | Il piccolo Marat               | Mascagni         |
| Alberto                | Werther                        | Massenet         |
| Lescaut                | Manon                          | Massenet         |
| Atanaele               | Thaïs                          | Massenet         |
| Hakou                  | La cattedrale                  | Mariotti         |
| Manfredo               | L'amore dei tre re             | Montemezzi       |
| Apollo, un pastore     | L'Orfeo                        | Monteverdi       |
| Conte Zeno             | Notturno romantico             | Pick-Mangiagalli |
| Barnaba                | La Gioconda                    | Ponchielli       |
| Guglielmo Wulf         | Le Villi                       | Puccini          |
| Marcello               | La bohème                      | Puccini          |
| Scarpia                | Tosca                          | Puccini          |
| Sharpless              | Madama Butterfly               | Puccini          |
| Arsenio                | Margherita da Cortona          | Refice           |
| Basilio                | La fiamma                      | Respighi         |
| Jokanaan               | Salome                         | Strauss          |
| Don Carlo              | Ernani                         | Verdi            |
| Miller                 | Luisa Miller                   | Verdi            |
| Conte di Luna          | Il trovatore                   | Verdi            |
| Giorgio Germont        | La traviata                    | Verdi            |
| Rigoletto              | Rigoletto                      | Verdi            |
| Renato                 | Un ballo in maschera           | Verdi            |
| Don Carlo              | La forza del destino           | Verdi            |
| Amonasro               | Aida                           | Verdi            |
| Fabrizio di Carafa     | Caracciolo                     | Vittadini        |
| Telramondo             | Lohengrin                      | Wagner           |
| Wolfram von Eschenbach | Tannhäuser                     | Wagner           |
| Lelio                  | Le donne curiose               | Wolf-Ferrari     |

## Discografia
- Lucia di Lammermoor di G. Donizetti, con L. Pagliughi, G. Malipiero, G. Manacchini. Orchestra Sinfonica e Coro di Torino della Radiotelevisione Italiana. Dirige Ugo Tansini, Maestro del Coro Achille Consoli. 3 dischi 33 giri, CETRA 1939.